# Corniche des Crêtes

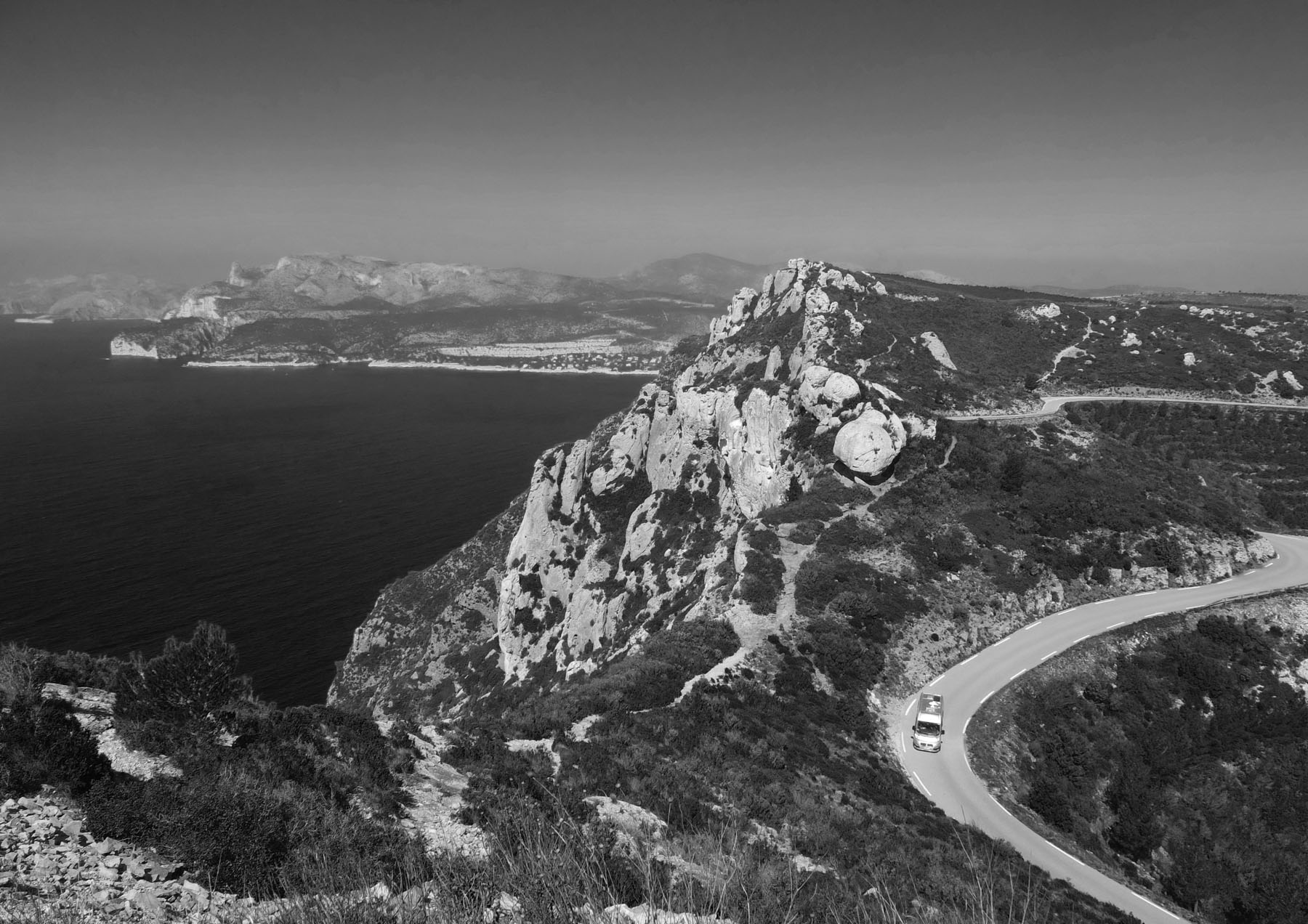
Blick auf die Steilküste neben der Straße im Nationalpark Calanques mit Blick auf das Massif des Calanques im Hintergrund

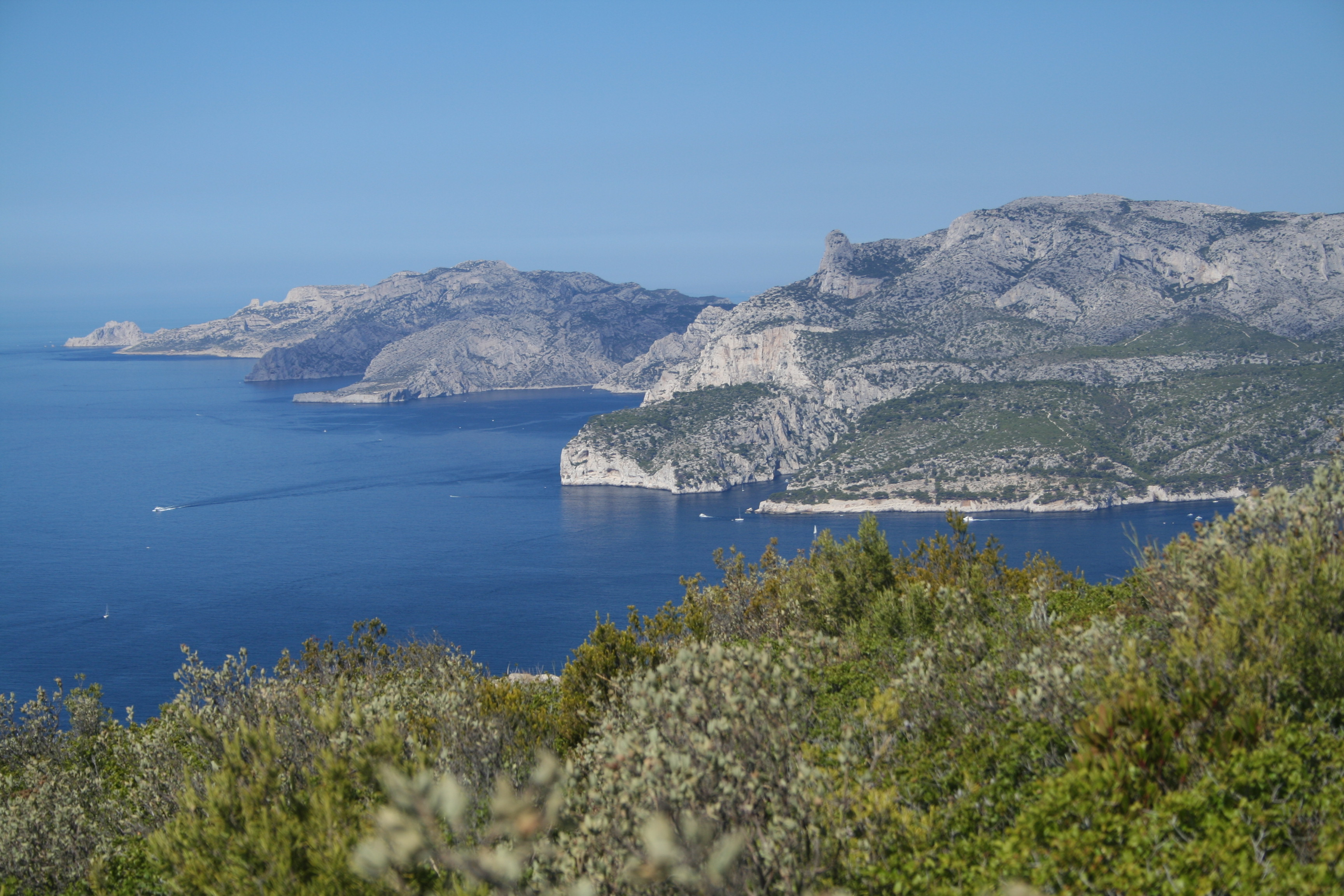
Weiterer Blick von der Straße auf die Steilküste

Die Corniche des Crêtes [kɔʁniʃ de kʁɛt], auch Route des Crêtes, ist eine malerische, schmale und kurvenreiche Küstenstraße von Cassis nach La Ciotat an der französischen Mittelmeerküste. Sie wurde im Jahr 1969 dem Verkehr übergeben. Die Strecke führt entlang der Falaises (Steilküste) hinauf zum Cap Canaille (mit 362 Meter über dem Meer die höchste Klippe Frankreichs) und weiter zum Grande Tête (399 m).
Über eine Abzweigung gelangt man zum Sémaphore, einer 328 m über dem Meer gebauten Signalstation aus der Zeit Napoleons.
Die Corniche des Crêtes bietet Ausblicke auf das Mittelmeer, unter anderem bis hinüber zu den Calanques von Cassis. Die Strecke ist insgesamt etwa 15 Kilometer lang.